# Ekonomika Lesotha
Ekonomika Lesotha je založena na zemědělství, chovu hospodářských zvířat, domácí výrobě, těžbě a do značné míry závisí na přílivu remitencí (převodu peněz) pracovníků a příjmů z Jihoafrické celní unie (SACU). Prioritou vlády je podpora textilního a oděvního průmyslu. Lesotho je geograficky obklopeno Jižní Afrikou a je v ní také ekonomicky integrováno. Většina domácností se živí zemědělstvím. Formální zaměstnanost se skládá hlavně z žen, pracujících v odvětví oděvů a mužů migrujících mimo zem, kteří pracují především jako horníci v Jižní Africe. Dále jsou lidé pracují jako zaměstnanci lesothské vlády.
Hlavní zemědělskou zónu jsou západní nížiny. Téměř 50 % populace vydělává prostřednictvím neformálního pěstování plodin nebo chovu zvířat, přičemž téměř dvě třetiny příjmů země pocházejí ze zemědělského sektoru. Asi 70 % populace žije ve venkovských oblastech a pracuje v zemědělství. Výkon zemědělství v Lesothu je omezen nedostatkem obdělávatelné půdy (pouze 13 %)  a je významně ovlivňován nepříznivými klimatickými podmínkami. Podíl zemědělství na tvorbě HDP poklesl z 50 % v roce 1973 na přibližně 8 % v současné době.[kdy?] Přínosem pro růst ekonomiky, příjmů a zaměstnanosti je realizace programu „Lesotho Highlands Water Development Project“, o jehož realizaci do roku 2020 Lesotho podepsalo v roce 2013 dohodu s JAR. Projekt má za úkol zajistit dostatek vody pro JAR a dodávky elektrické energie pro Lesotho. Veškeré náklady na výstavbu ponese JAR, kdy celkové výdaje jsou odhadovány na 1 mld. USD.

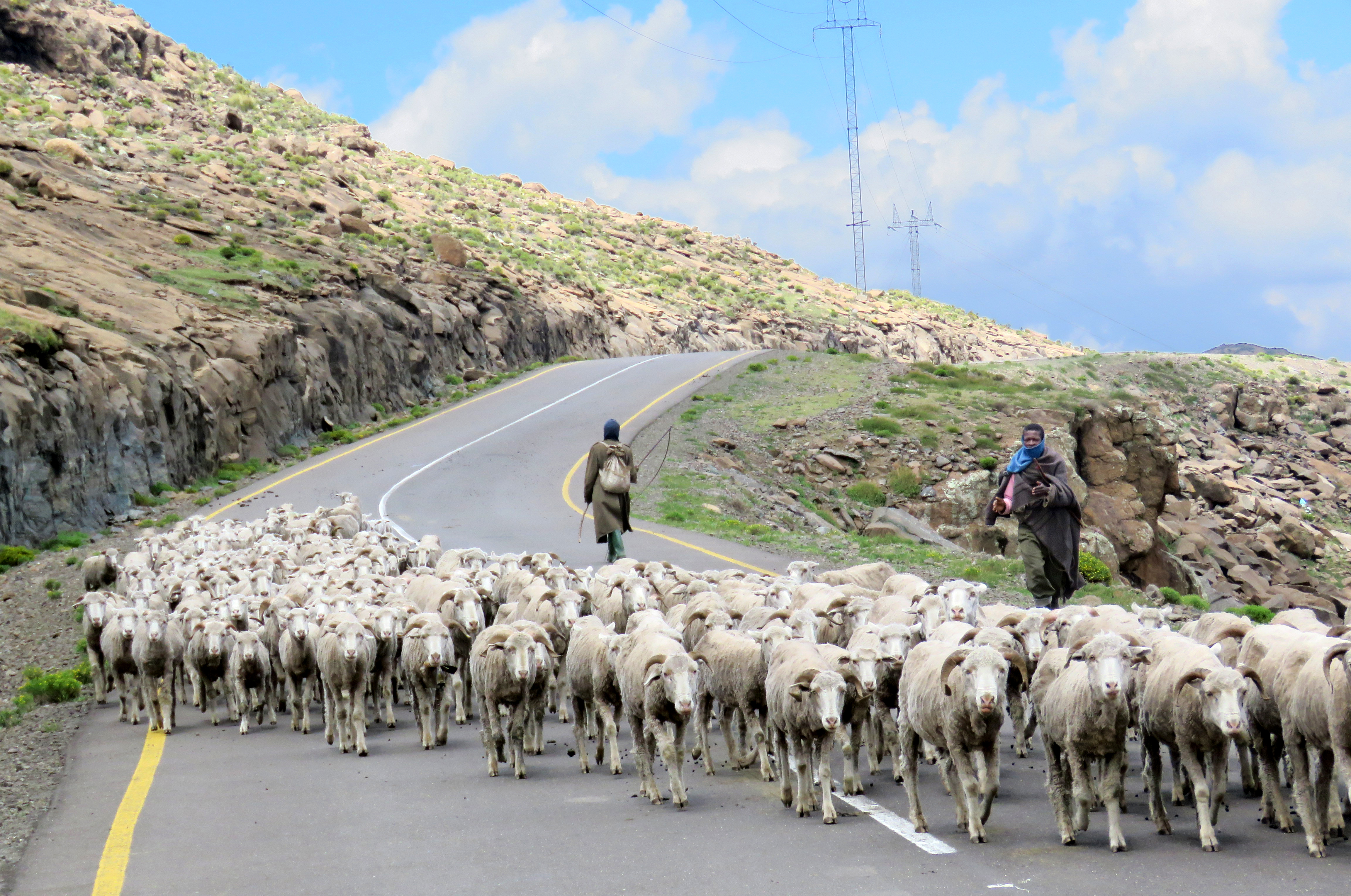
Vysokohorští pastýři.

Lesotho využilo výhody afrického zákona o růstu a příležitostech (AGOA) a stalo se největším vývozcem oděvů do USA ze subsaharské Afriky.  Mezi americké značky a maloobchodníky z Lesotha patří: Foot Locker, Gap, Gloria Vanderbilt, JCPenny, Levi Strauss, Saks, Sears, Timberland a Wal-Mart. V polovině roku 2004 dosáhla zaměstnanost více než 50 000 převážně žen, což je poprvé, kdy počet zaměstnanců ve výrobním sektoru převyšuje počet zaměstnanců státní správy. V roce 2008 země vyvážela zboží o hodnotě 487 milionů dolarů hlavně do USA. V letech 2004 až 2011 se zaměstnanost v tomto odvětví snížila na přibližně 45 000 pracovníků, a to kvůli silné mezinárodní konkurenci v oděvním odvětví. V roce 2011 to byl největší zaměstnavatel ve výrobním sektoru v Lesothu. Sektor zahájil velký program boje proti HIV/AIDS s názvem Apparel Lesotho Alliance to Fight AIDS (ALAFA). Jedná se o celoodvětvový program poskytující prevenci a léčbu pracovníků.
Lesotho je členem Jihoafrické celní unie (SACU), ve které byla zrušena cla na obchod se zbožím mezi ostatními členskými zeměmi, mezi něž patří i Botswana, Namibie, Jižní Afrika a Svazijsko. Lesotho, Svazijsko, Namibie a Jihoafrická republika také tvoří společnou kontrolní oblast měny a směny známou jako měnová oblast Rand, která používá jihoafrický rand jako společnou měnu. V roce 1980 představilo Lesotho svou vlastní měnu, loti (množné číslo: maloti ) s kurzem 1:1 vůči jihoafrickému randu.
V Lesothu jsou aktivní 4 komerční banky: polostátní Lesotho Post Bank, Nedbank, Standard Bank a First National Bank of Lesotho. Většina komerčních bank má značný kapitálový podíl jihoafrických bank (Standard Bank a Nedbank). Centrální banka Central Bank of Lesotho (CBL) reguluje pracovní trh. CBL je bankéřem i poradcem vlády, co se týče měnových a finančních otázek. Vláda vlastní kapitálový podíl v CBL. Guvernér je jmenován ministrem financí. Daň z přidané hodnoty (VAT) je 15 % a 9 % (telekomunikace), 8 % (elektřina). VAT se odpouští u základních potravin a při dovozu zboží pro výrobu na vývoz. Spotřební daň je stanovena v různé výši na pivo, alkohol, víno, tabák, doutníky a cigarety, pohonné hmoty, osobní vozy, traktory a elektronické výrobky. Daň z příjmu právnických osob činí 25 %, daň výrobních či zemědělských firem činí 10 %.
Ekonomika Lesotha od roku 1992 rostla stabilně až do politické nejistoty v září 1998. Nepokoje však zničily téměř 80% komerční infrastruktury v Maseru a dvou dalších velkých městech v zemi, což mělo katastrofální dopad na ekonomiku země. Země nicméně dokončila několik programů strukturálních změn MMF a inflace se v průběhu 90. let podstatně snížila. Deficit obchodní bilance v Lesothu je ale poměrně velký a vývoz představuje jen malý zlomek dovozu. 
Celosvětová hospodářská krize tvrdě zasáhla lesothskou ekonomiku ztrátou vývozu textilu a pracovních míst v tomto odvětví, a to především kvůli hospodářskému zpomalení v USA, které jsou hlavním vývozním cílem. Došlo také k snížení těžby diamantů, včetně slabých cen diamantů; poklesu příjmů SACU v důsledku hospodářského zpomalení jihoafrického hospodářství a snížení remitencí pracovníků v důsledku oslabení jihoafrického hospodářství. Dále úpadek těžebního sektoru a související ztráty pracovních míst v JAR. V roce 2009 se růst HDP zpomalil na 0,9 procenta. 
Vnitropolitická nestabilita, neefektivní řízení a korupce negativně ovlivňují hospodářský růst Lesotha v posledních letech. Přes to všechno vzrostla ekonomika v roce 2017 o 3%. V žebříčku „Doing Business“  pro rok 2018 se Lesotho umístilo na 104. místě ze 190 hodnocených zemí. Epidemie HIV/AIDS negativně ovlivňuje výkon ekonomiky Lesotha. Odhaduje se, že nakaženo je kolem 30 % dospělé populace. Lesothu se v předchozí dekádě podařilo snížit míru absolutní chudoby, přesto více než 30 % populace žije pod úrovní 1 USD/den. 
Vzájemný obchod ČR a Lesotha je velmi malý, přesto existuje povědomí o některých českých výrobcích. V roce 1984 byla uzavřena Obchodní dohoda mezi Československem a Lesothským královstvím, jejíž platnost byla ukončena dne v roce 2004 v souvislosti se vstupem ČR do EU a společné obchodní politiky EU. Po vstupu ČR do EU se ČR také stala smluvní stranou Dohody z Cotonou mezi EU a skupinou států Afriky, Karibiku, Pacifiku (ACP). V roce 2016 došlo k uzavření Dohody o ekonomickém partnerství mezi EU a zeměmi Jihoafrického rozvojového společenství (SADC), k níž se Lesotho připojilo (tzv. dohoda EPA SADC). Obchodní ustanovení uvedené dohody SADC EPA nahradila příslušné části Dohody z Cotonou. Hlavní položky českého exportu do Lesotha jsou zbraně a střelivo, semena a léčivé plody, reaktory a kotle, přístroje elektrického záznamu. Mezi nevýznamnější položky dovozu z Lesotha patří cín, oděvy a kožené výrobky.

## Ekonomický pokrok
Pokrok Lesotha v přechodu z ekonomiky převážně na živobytí k ekonomice s nižšími středními příjmy, diverzifikovaná ekonomika vyvážející přírodní zdroje a výroba zboží přinesla významné části populace vyšší a bezpečnější příjmy. Procento populace žijící pod USD PPP 1,25 USD/den kleslo mezi lety 1995 a 2003 z 48 procent na 44 procent.  Míra nezaměstnanosti v roce 2008 byla 25,29% a v roce 2012 vzrostla na 27,2%. Míra nezaměstnanosti však v roce 2017 poklesla na 23,06%. Procento populace žijící pod hranicí chudoby pokleslo z 58% v roce 2002 na 49,2% v roce 2017.  Země stále patří mezi země s „nízkým lidským rozvojem“ (155. místo ze 192) klasifikované podle UNDP s 42,3 roku naděje dožití při narození. Gramotnost dospělých je však velmi vysoká - 82% a děti s tělesnou hmotností do 5 let pouze 20%. 
Lesotho obdrželo ekonomickou pomoc z různých zdrojů, včetně Spojených států, Světové banky, Spojeného království, Evropské unie a Německa .

## Ženy v ekonomice
Ženy tvoří 51% populace Lesotha. Přestože mají ženy lepší přístup k středoškolskému vzdělání než muži, muži dosahují 1,5krát vyššího příjmu než ženy.  Před padesátými léty se ženy z Basotha stěhovaly za prací do Jižní Afriky kvůli úpadku zemědělství. Z těch, kteří migrovali, bylo mnoho z nich svobodných a mnozí zůstali v Jižní Africe. Manželé také společně cestovali za prací do Jižní Afriky. V roce 1923 byl v Jižní Africe přijat zákon o domorodých obyvatelích (městských oblastech), který vyžadoval, aby černoši nosili s sebou pasy vždy, když jsou v bílých oblastech za prací. Ženy byly zahrnuty do novely zákona v roce 1952. Tato novela způsobila pokles migrace ženských pracovních sil a do 70. let pracovalo v Jižní Africe pouze 36,1% žen ve věku nad 39 let v Lesothu.  Lesothské ženy nepracovaly v dolech. 
V 80. letech Lesotho obdržela podporu na pomoc zpracovatelskému průmyslu.  Hlavními pracovníky v tomto odvětví byly mladé ženy.  V roce 1990 tvořily ženy v textilním průmyslu 92% zaměstnanců. 

## Přírodní zdroje
Voda a diamanty jsou jedinými významnými přírodními zdroji Lesotha. Voda se získává prostřednictvím třicetiletého vodního projektu Lesotho Highlands Water Project (LHWP) za několik miliard dolarů, který byl zahájen v roce 1986. LHWP je navržen tak, aby zachytával, skladoval a přenášel vodu ze systému Orange River a posílal ji do Svobodného státu Jihoafrické republiky a větší oblasti Johannesburgu, kde je velká koncentrace jihoafrického průmyslu, obyvatelstva a zemědělství. Po dokončení projektu by Lesotho mělo být téměř zcela soběstačné ve výrobě elektřiny a také získat příjmy z prodeje elektřiny do Jižní Afriky. Světová banka, Africká rozvojová banka, Evropská investiční banka a mnoho dalších dvoustranných dárců financují projekt. Diamanty se těží v dolech Letšeng, Mothae, Liqhobong a Kao. Sektor utrpěl v roce 2008 porážku v důsledku světové recese, ale v letech 2010 a 2011 se odrazil. Je významným přispěvatelem k vývozu Lesotha. 

## Další statistiky
Následující tabulka ukazuje hlavní ekonomické ukazatele v letech 1980–2017. 
| Rok                                | 1980      | 1985      | 1990      | 1995      | 2000      | 2005      | 2006      | 2007      | 2008      | 2009      | 2010      | 2011      | 2012      | 2013      | 2014      | 2015      | 2016      | 2017      |
| ---------------------------------- | --------- | --------- | --------- | --------- | --------- | --------- | --------- | --------- | --------- | --------- | --------- | --------- | --------- | --------- | --------- | --------- | --------- | --------- |
| HDP v USD </br> (PPP)              | 0,65 Bln. | 1,01 Bln. | 1,50 Bln. | 2,10 Bln. | 2,68 Bln. | 3,47 Bln. | 3,73 Bln. | 4,02 Bln. | 4,33 Bln. | 4,50 Bln. | 4,84 Bln. | 5,27 Bln. | 5,63 Bln. | 5,85 Bln. | 6,13 Bln. | 6,35 Bln. | 6,63 Bln. | 6,96 Bln. |
| HDP na obyvatele v USD </br> (PPP) | 512       | 736       | 935       | 1131      | 1440      | 1841      | 1999      | 2,144     | 2301      | 2385      | 2560      | 2780      | 2963      | 3068      | 3,208     | 3296      | 3,425     | 3,581     |
| Růst HDP </br> (nemovitý)          | -0,8 %    | 3.3 %     | 5.2 %     | 2.8 %     | 4.9 %     | 3.1 %     | 4.4 %     | 5.0 %     | 5.5 %     | 3.1 %     | 6.3 %     | 6.7 %     | 4.9 %     | 2.2 %     | 3.0 %     | 2.5 %     | 3.1 %     | 3.1 %     |
| Inflace </br> (v procentech)       | 19.6 %    | 15.0 %    | 12.0 %    | 9.7 %     | 6.1 %     | 3.6 %     | 6.3 %     | 9.2 %     | 10.7 %    | 5.8 %     | 3.3 %     | 6.0 %     | 5.5 %     | 5.0 %     | 4.6 %     | 4.3 %     | 6.2 %     | 5.6 %     |
| Vládní dluh </br> (Procento HDP)   | . . .     | . . .     | 18 %      | 62 %      | 88 %      | 49 %      | 51 %      | 51 %      | 45 %      | 35 %      | 31 %      | 33 %      | 35 %      | 37 %      | 37%       | 41 %      | 35 %      | 35 %      |

Příjem nebo spotřeba domácnosti podle procentního podílu:</br> nejnižší 10%: 0,9%</br> nejvyšší 10%: 43,4% (1986–87)
Tempo růstu průmyslové výroby: 3% (2010)
Elektřina - spotřeba: 626 GWh (2010/11)
Zemědělství - produkty: kukuřice, pšenice, luštěniny, čirok, ječmen ; hospodářská zvířata
Měna: 1 loti (L) = 100 lisente; poznámka - maloti (M) je množné číslo loty
Směnné kurzy: maloti (M) za 1 USD - 7,32 USD (2010), 6,10948 (1999), 3,62709 (1995); poznámka - Basotho loti je na stejné úrovni jako jihoafrický rand